# Siemens A50
Siemens A50 — сотовый телефон фирмы Siemens AG из бюджетной серии A. Один из самых продаваемых сотовых телефонов по итогам 2002 года.
За исключением формы клавиш и типа аккумулятора конструктивно аналогичен выпущенной ранее модели C45 среднего ценового сегмента. Первый телефон Siemens бюджетной серии, укомплектованный литий-ионным аккумулятором и полноценным виброзвонком. В отличие от моделей среднего класса С55 и M50, также выпущенных в 2002 году, не поддерживал Java-приложения и GPRS. Заявленное время в режиме разговора — 5 часов, в режиме ожидания — 250 часов, поддерживаемые форматы — SMS, EMS, WAP (версия 1.2.1). Поставлялся в двух цветовых решениях: синем и кремовом, сменные панели были не совместимы с панелями для других моделей телефонов Siemens. В телефоне были две игры: StackAttack и BalloonShooter, + патчами можно было получить ещё две.
Составил конкуренцию на рынке сотовых телефонов как наиболее дешевая модель в своём классе. Ближайшие конкуренты — Sony Ericsson T100 и Nokia 2100.
В 2003 году были представлены преемники Siemens A52 и Siemens A55, отличающиеся от модели A50 корпусом и новым типом разъема.